# الإسلام في سانت فينسنت والغرينادين
الإسلام في سانت فنسنت وجزر غرينادين وفقا لوزارة الخارجية الأمريكية فإن الإسلام هو أقل ديانة معتنقة في سانت فنسنت وجزر غرينادين، إذ يمثل المسلمين ما مجموعه 2000 مسلم أي أنهم يمثلون حوالي 1.5٪ من مجموع السكان الذين يعيشون في هذه الجزر.